# Куранты (Даугавпилс)
Куранты (часы с боем) — находились в городе Даугавпилс, Латвия. 

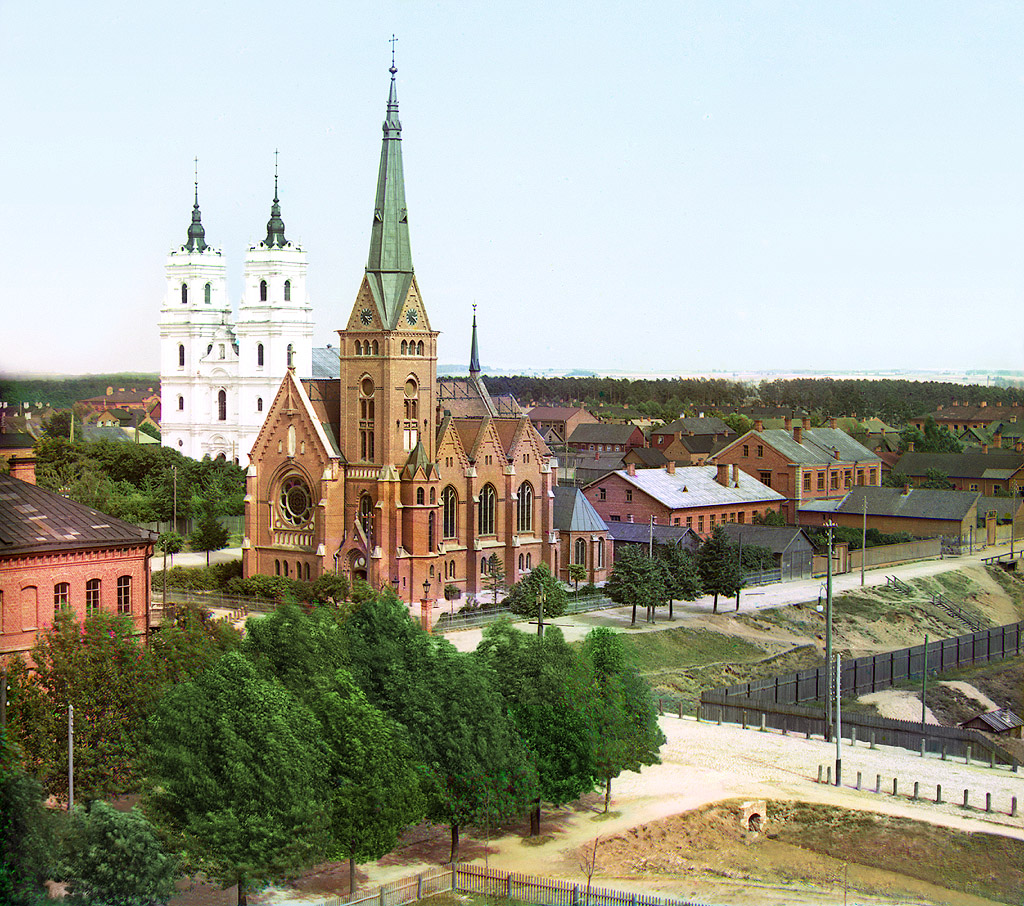
Фото Прокудина-Горского, 1912 г.

## Описание
Размещались в башне лютеранской кирхи Мартина Лютера города Двинска (Даугавпилса). Имели четыре циферблата по сторонам башни, боевой колокол.

## История
Работа над курантами начата в 1900 году, в 1901 заработали, механизм часов изготовлен в Страсбуре, работа стоила 800 рублей. Четыре циферблата диаметром четыре фута/1м 20 см, вес боевого колокола семь пудов/ 112 кг. Проработали 1901 — июнь 1941 года, в огне сгорела башня, часы остановились. После войны их сдали в металлолом.
В 1912 году Прокудин-Горский выполнил цветную фотосъёмку кирхи с часами в башне, с гарнизонной церкви Бориса и Глеба Двинска.

## Настоящее время
14 января 2016 года опубликовано обращение по возрождению курантов церкви к 2017 году, празднование 500-летия Реформации, начатой М. Лютером в 1517 году
URBI ET ORBI ( городу и миру )
Уважаемые жители города, горожане !
Послание
В городе, на ул. 18 ноября стоит храм-лютеранская кирха, автор проекта В.Нейман, кирха освящена 10/22 октября 1893 года, с 1900 г. церковь начала работу по установке курантов в башне, механизм изготовили в Страсбурге, оплачено 800 рублей, в 1901 г. куранты и циферблат часов на 4 стороны башни были смонтированы и пущены. Часы шли до июня 1941 г. когда, в огне, сгорела башня и часы остановились. После войны из сдали в металлолом. Город лишился боя курантов на ул. 18 ноября/Красноармейской/Шоссейной.
Пришло время вернуть церкви и городу элемент убранства, неотъемлемый элемент быта горожан. А именно бой курантов, каждый час возвещается с башни кирхи, ударом колокола.
С учётом современных реалий восстановление курантов невозможно, их дороговизна в изготовлении, металла.
Посему - возобновление четырёх циферблатов в окна башни под шпилем, со стрелками, механизм - электронная система, что движет стрелки и бой колокола в записи, почасно.
Исполнить эту работу нужно к 2017 г. когда торжественно будет отмечаться 500-летие Реформации, начатой Мартином Лютером в 1517 году. Местная община малочисленна, она сама не сможет поднять эту проблему, нужна помощь города и мира, посему просим жертвовать на это благое дело.

А. Дмитриев, Председатель Русского исторического клуба 3 января 2016 г. 20.15 подпись